# Concertazione
Concertazione (termine mutuato dalla musica) è un termine utilizzato in Italia che si riferisce ad una pratica di governo che tende a operare scelte economiche attraverso una consultazione preventiva delle parti sociali, principalmente sindacati ma anche associazioni di categoria o appartenenti al terzo settore.
È una pratica adottata alla fine del ventesimo secolo ed utilizzata per superare il famigerato binomio conflittuale tra sindacati e governo; infatti l'obiettivo della concertazione è la pace sociale.
In particolare la concertazione trova ampia applicazione in materia di mercato del lavoro, salari e contrattazione collettiva, organizzazione della previdenza sociale. Al metodo concertativo si è frequentemente fatto ricorso anche in relazione alle grandi scelte pubbliche sulla politica fiscale e della finanza pubblica, più in genere, sulla politica economica.
La concertazione è praticata anche a livello decentrato (gli interlocutori di parte pubblica, in questo caso, sono le regioni e gli enti locali) in tema di politiche sociali, sanità e sviluppo territoriale.
Si differenzia dal corporativismo perché non si propone di alterare il sistema economico-sociale e neppure di affermare un'indistinta ed assoluta cooperazione fra le parti sociali, ma di realizzare un sistema di consultazione e comune decisione sulle regole e le principali scelte della politica economica, all'interno di un sistema democratico e basato su un'economia di mercato.

## Storia
Il modello della concertazione s'è affermato in Italia negli anni novanta, specie dopo gli accordi interconfederali del 1993, contribuendo in maniera significativa al risanamento dell'economia nazionale. La cosiddetta politica dei redditi che ne derivò permise di abbattere il tasso di inflazione e, indirettamente, i tassi d'interesse.
Del modello concertativo sono stati grandi sostenitori Carlo Azeglio Ciampi e Romano Prodi e, tra i giuslavoristi, Gino Giugni.
Il documento di riferimento è il protocollo del 23 luglio 1993, alla cui firma si giunse dopo consultazioni a cui parteciparono 1.327.290 lavoratori: i "sì" ottennero il 67,05%, i "no" il 26,98% mentre gli astenuti furono il 5,98%.
Il sistema della Concertazione, che già mostrava numerosi limiti, è entrato in crisi col deteriorarsi dei rapporti fra governo (esecutivo Berlusconi) e parte del sindacato (la Cgil) e non ha ripreso pienamente quota neanche nel 2006 col successivo governo Prodi. In particolare già nel 2001, con il Libro Bianco sul mercato del lavoro in Italia, il Governo auspicava un superamento del metodo concertativo a vantaggio del cosiddetto "dialogo sociale".

## Modelli affini nel mondo
Si parla di "concertazione" anche in Spagna, con un modello di relazioni industriali per molti versi simile a quello italiano.
Strumenti di consultazione e co-decisione sono ormai presenti, in forme assai variabili e con poteri e funzioni effettive molto diverse, nei sistemi di quasi tutti i paesi europei.